# Pristava (gmina Borovnica)
Pristava – wieś w Słowenii, w gminie Borovnica. W 2018 roku liczyła 16 mieszkańców.